# Camille und Kennerly Kitt

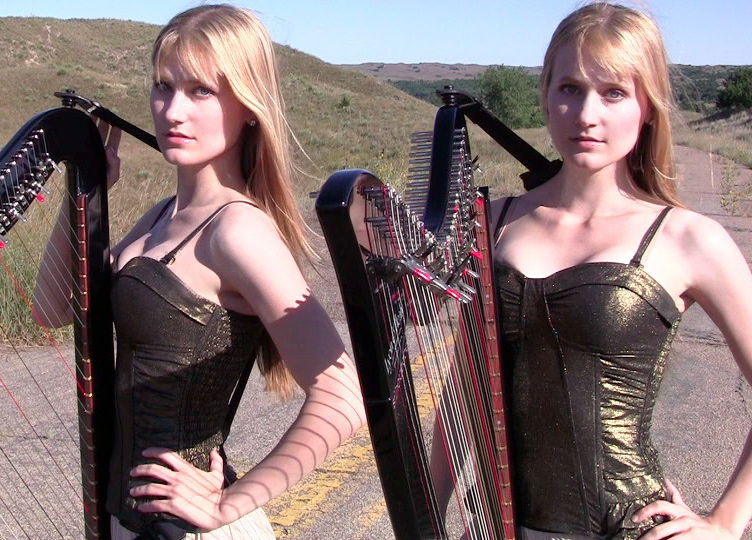
Camille und Kennerly Kitt (2011)

Camille und Kennerly Kitt (* 1989) sind US-amerikanische eineiige Zwillinge, die seit 2009 als Harfenistinnen und als Schauspielerinnen aktiv sind. Als "The Harp Twins" sind sie vor allem auf YouTube erfolgreich. Die beiden Schwestern haben über 80 Singles online veröffentlicht, sowie vier Alben in den Handel gebracht. Des Weiteren hatten sie als „Harp Twins“ diverse Auftritte in einigen US-amerikanischen Filmen.

## Diskografie
- Harp Attack (Dezember 2013)
- Harp Fantasy (Dezember 2013)
- Harp Attack 2 (Februar 2015)
- Harp Fantasy 2 (Mai 2016)
- Harp Fantasy 3 (Juli 2023)

## Filmografie
- 2008: Lost Along the Way (2008)
- 2009: Inside America (2009)
- 2009: The End of Lost Beginnings (2009)
- 2010: Super Force 5 (2010)
- 2010: Elephant Medicine (2010)
- 2011: Politics of Love (2011)
- 2011: blacktino (2011)
- 2011: T is for Twine (2011)
- 2013: Der Lieferheld – Unverhofft kommt oft (2013)

## Nachweise
1. ↑  https://www.metal-archives.com/artists/Camille_Kitt/703484 metal-archives.com